# Jean Carmet
Jean Carmet (25. dubna 1920 Bourgueil, Indre-et-Loire – 20. dubna 1994 Sèvres, Hauts-de-Seine) byl francouzský divadelní a filmový herec a scenárista, dvojnásobný držitel Césara.

## Život a kariéra

### Mládí
Pocházel z francouzské vinařské rodiny. Jako mladý kvůli umělecké kariéře přerušil svá studia a odešel hrát do pařížských divadel.
Jeho umělecké počátky jsou spojovány s účinkováním v divadlech, například Théâtre du Châtelet, Opéra nebo Théâtre des Mathurins. Později, na konci čtyřicátých let 20. století, působil v celé řadě pařížských kabaretů.

### Po válce
Ve filmu debutoval v roce 1945 a během dlouhé, téměř padesátileté kariéry účinkoval ve více než 200 filmech. Přestože dokázal stejně kvalitně zahrát dramatické role, diváci si ho spojují zejména s působením v komediálním žánru. Jeho typickou rolí byl smutný muž, který se ocitne zcela nečekaně v komické situaci. Hrával zejména menší, vedlejší role, ve kterých doplňoval výraznější postavy v rámci daného filmu. Přesto bývá označován za jednoho z největších francouzských herců.
Mimo jiné se setkal s Louisem de Funèsem (např. Zelňačka), Michelem Serraultem, Gérardem Depardieuem (např. Studený bufet) a v několika filmech si zahrál s Pierrem Richardem (např. Velký blondýn s černou botou, Návrat velkého blondýna nebo Uprchlíci). Během své kariéry se setkal s většinou slavných francouzských herců, například s Linem Venturou, Alainem Delonem, Philippem Noiretem, Romy Schneider nebo Jeanem Gabinem.
Když natáčel film, odešel od své rodiny a ubytoval se v hotelu, kde bydlel po dobu natáčení. Byla to součást jeho přípravy na roli, chtěl být během natáčení pokud možno co nejméně rušen.

### Pozdní léta
Za svůj výrazný herecký výkon v Bídnících, režírovaných v roce 1982 Robertem Hosseinem, obdržel svého prvního Césara. Totéž ocenění získal o téměř deset let později za úlohu v dramatu Děkuji, živote. V obou případech byl oceněn za herecký výkon ve vedlejších rolích. Cenu za hlavní roli se mu nikdy získat nepodařilo, přestože na ni byl několikrát nominován.
V roce 1994 byl, při příležitosti svého padesátiletého působení ve filmu, oceněn čestným Césarem. Shodou okolností ocenění proběhlo pouhé dva měsíce před jeho smrtí. Tuto cenu mu osobně předal jeho přítel Gérard Depardieu.
Zemřel na infarkt a dnes je pohřben na hřbitově Montparnasse v Paříži. Pohřbu se zúčastnili jeho herečtí kolegové v mimořádně hojném počtu, kdy bylo přítomných několik desítek největších hereckých tváří Francie. V Borgueil, v jeho rodišti, je dnes na jeho počest pojmenována ulice a také divadlo.
Je autorem autobiografické knihy o svém životě Je suis le badaud de moi-même.
Měl dva syny, Oliviera a Jean-Françoise. O jeho soukromí existuje poměrně málo informací.

## Filmografie (výběr)

### Celovečerní filmy
- 1945 : Děti ráje (Les Enfants du paradis), režie Marcel Carné
- 1951 : Knock (Knock), režie Guy-André Lefranc
- 1952 : Elle et moi (Elle et moi), režie Guy-André Lefranc
- 1952 : Ils étaient cinq (Ils étaient cinq), režie Jacques Pinoteau
- 1952 : Monsieur Leguignon Lampiste (Monsieur Leguignon Lampiste), režie Maurice Labro
- 1952 : Pan Taxi (Monsieur Taxi), režie André Hunebelle
- 1956 : Bébés à gogo (Bébés à gogo), režie Paul Mesnier
- 1956 : Bonjour sourire! (Bonjour sourire!), režie Claude Sautet
- 1956 : Dobrodružství Tilla Ulenspiegla (Les Aventures de Till L'Espiègle), režie Joris Ivens a Gérard Philipe
- 1958 : Un drôle de dimanche (Un drôle de dimanche), režie Marc Allégret
- 1959 : Babeta jde do války (Babette s'en va-t-en guerre), režie Christian-Jaque
- 1961 : Tři mušketýři: Královniny přívěsky (Les Trois mousquetaires: Les ferrets de la reine), režie Bernard Borderie
- 1961 : Tři mušketýři: Pomsta Milady de Winter (Les Trois mousquetaires: La vengeance de Milady), režie Bernard Borderie
- 1961 : Výhodná koupě (La Belle Américaine), režie Robert Dhéry a Pierre Tchernia
- 1962 : Desátník smolař (Le Caporal épinglé), režie Jean Renoir
- 1962 : Ďábel a desatero (Le Diable et les dix commandements), režie Julien Duvivier
- 1962 : Nous irons à Deauville (Nous irons à Deauville), režie Francis Rigaud
- 1962 : Un clair de lune a Maubeuge (Un clair de lune a Maubeuge), režie Jean Chérasse
- 1963 : Melodie podzemí (Mélodie en sous-sol), režie Henri Verneuil
- 1964 : Do toho, do toho! (Allez France!), režie Robert Dhéry a Pierre Tchernia
- 1965 : La Métamorphose des cloportes (La Métamorphose des cloportes), režie Pierre Granier-Deferre
- 1965 : Les Bons vivants (Les Bons vivants), režie Gilles Grangier a Georges Lautner
- 1967 : Alexandre le bienheureux (Alexandre le bienheureux), režie Yves Robert
- 1967 : Idiot v Paříži (Un idiot à Paris), režie Serge Korber
- 1969 : Zlatá vdova (Une veuve en or), režie Michel Audiard
- 1970 : Koňská hlava (Le Cri du cormoran, le soir au-dessus des jonques), režie Michel Audiard
- 1970 : Nepije, nekouří, nedroguje, ale ... povídá! (Elle boit pas, elle fume pas, elle drague pas, mais... elle cause!), režie Michel Audiard
- 1970 : Novicky (Les Novices), režie Guy Casaril
- 1970 : Roztržka (La Rupture), režie Claude Chabrol
- 1971 : Těsně před nocí (Juste avant la nuit), režie Claude Chabrol
- 1972 : Elle cause plus, elle flingue (Elle cause plus, elle flingue), režie Michel Audiard
- 1972 : Le Viager (Le Viager), režie Pierre Tchernia
- 1972 : Velký blondýn s černou botou (Le Grand blond avec une chaussure noire), režie Yves Robert
- 1972 : Život plný malérů (Les Malheurs d'Alfred), režie Pierre Richard
- 1973 : Domovník (Le Concierge), režie Jean Girault
- 1973 : Krysy z temnot (Les Gaspards), režie Pierre Tchernia
- 1973 : Nejpomatenější rozum (La Raison du plus fou), režie François Reichenbach
- 1973 : Velké city dělají dobrou chuť (Les Grands sentiments font les bons gueuletons), režie Michel Berny
- 1974 : Návrat velkého blondýna (Le Retour du grand blond), režie Yves Robert
- 1975 : Co je moc, to je moc (Trop c'est trop), režie Didier Kaminka
- 1975 : Pan Dupont (Dupont-Lajoie), režie Yves Boisset
- 1976 : Noirs et blancs en couleur (Noirs et blancs en couleur), režie Jean-Jacques Annaud
- 1976 : René la canne (René la canne), režie Francis Girod
- 1977 : Alice ou la dernière fugue (Alice ou la dernière fugue), režie Claude Chabrol
- 1977 : Sedmá rota za úplňku (La Septième compagnie au clair de lune), režie Robert Lamoureux
- 1978 : Cukr (Le Sucre), režie Jacques Rouffio
- 1978 : Violette Nozière (Violette Nozière), režie Claude Chabrol
- 1979 : Studený bufet (Buffet froid), režie Bertrand Blier
- 1979 : Takové krásné městečko (Un si joli village...), režie Etienne Périer
- 1980 : Bankéřka (La Banquière), režie Francis Girod
- 1981 : Mužská záležitost (Une affaire d'hommes), režie Nicolas Ribowski
- 1981 : Vzhůru do boje! (Allons z'enfants), režie Yves Boisset
- 1981 : Zelňačka (La Soupe aux choux), režie Jean Girault
- 1982 : Guy de Maupassant (Guy de Maupassant), režie Michel Drach
- 1982 : Ubožáci (Les Misérables), režie Robert Hossein
- 1983 : Dědoušek se dal na odboj (Papy fait de la résistance), režie Jean-Marie Poiré
- 1983 : Seber si svých pět švestek (Un chien dans un jeu de quilles), režie Bernard Guillou
- 1984 : Canicule (Canicule), režie Yves Boisset
- 1986 : Uprchlíci (Les Fugitifs), režie Francis Veber
- 1987 : L'Âge de Monsieur est avancé (L'Âge de Monsieur est avancé), režie Pierre Étaix
- 1990 : Maminčin zámek (Le Château de ma mère), režie Yves Robert
- 1991 : Děkuji, živote (Merci la vie), režie Bertrand Blier
- 1992 : Rej výtržníků (Le Bal des casse-pieds), režie Yves Robert
- 1993 : Germinal (Germinal), režie Claude Berri

### Televize
- 1982 : Bídníci (film, 1982) (Les Misérables), televizní film, režie Robert Hossein
- 1988 : Palace (Palace), televizní film, režie Germinal Tenas
- 1992 : La Controverse de Valladolid (La Controverse de Valladolid), televizní film, režie Jean-Daniel Verhaeghe

## Ocenění
Ocenění
- 1983: César pro nejlepšího herce ve vedlejší roli za film Bídníci
- 1992: César pro nejlepšího herce ve vedlejší roli za film Děkuji, živote
- 1994: Čestný César

Nominace
- 1979: César pro nejlepšího herce v hlavní roli za film Cukr
- 1987: César pro nejlepšího herce v hlavní roli za film Uprchlíci
- 1988: César pro nejlepšího herce v hlavní roli za film Miss Mona